# Vrasná
Vrasná är en ort i Grekland.   Den ligger i prefekturen Nomós Thessaloníkis och regionen Mellersta Makedonien, i den nordöstra delen av landet, 300 km norr om huvudstaden Aten. Vrasná ligger 92 meter över havet och antalet invånare är 278.
Terrängen runt Vrasná är kuperad norrut, men söderut är den platt. En vik av havet är nära Vrasná österut.  Närmaste större samhälle är Néa Vrasná, 3,9 km öster om Vrasná. 